# Flaine

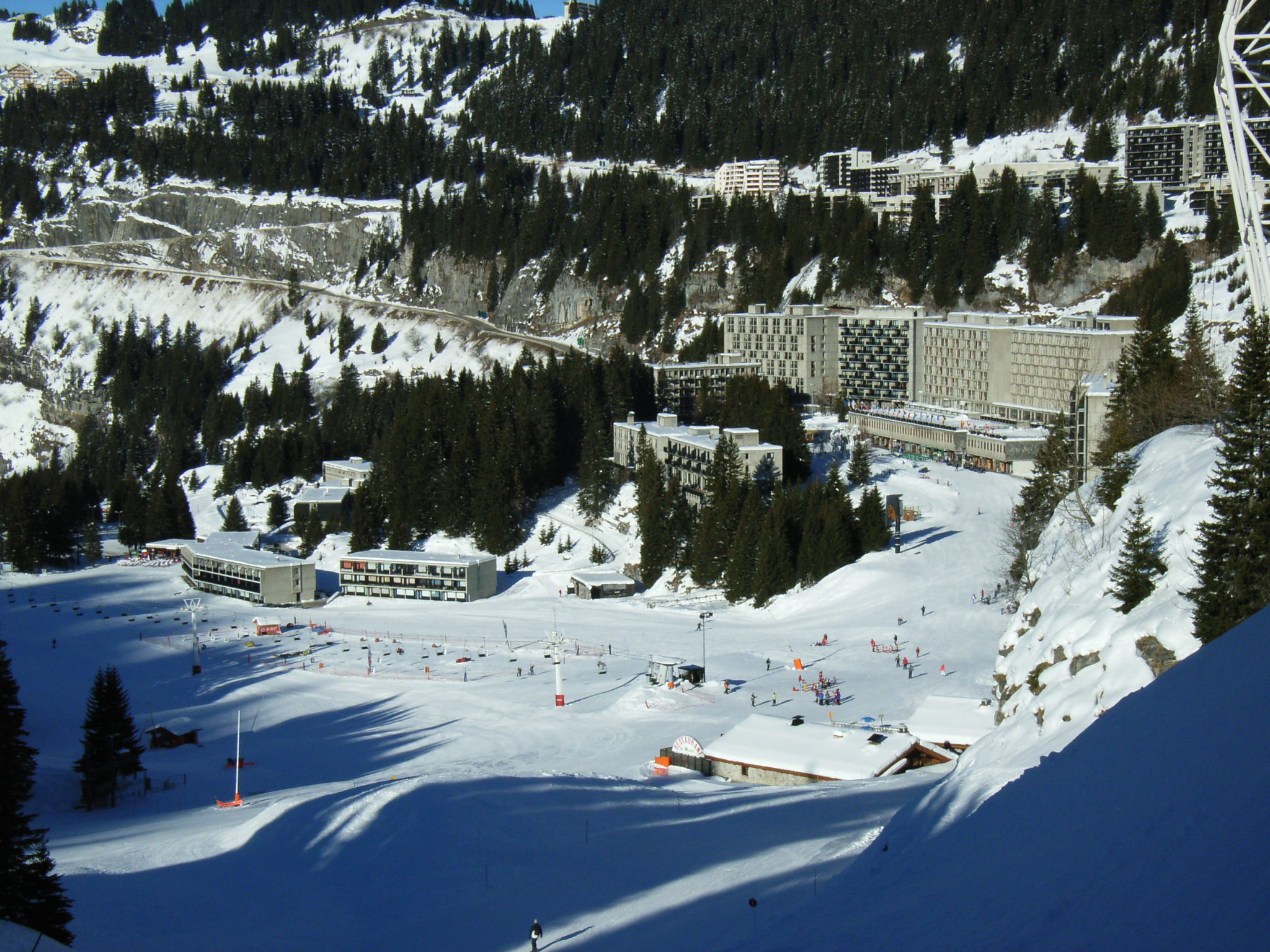
Flaine, vista delle piste.

Flaine è una stazione sciistica costruita nel 1968 sul territorio dei paesi di Magland e di Arâches nel dipartimento francese dell'Alta Savoia che confina a sud-est con la Valle d'Aosta. Flaine è situata a 1600 metri d'altitudine e conta circa 200 abitanti all'anno.

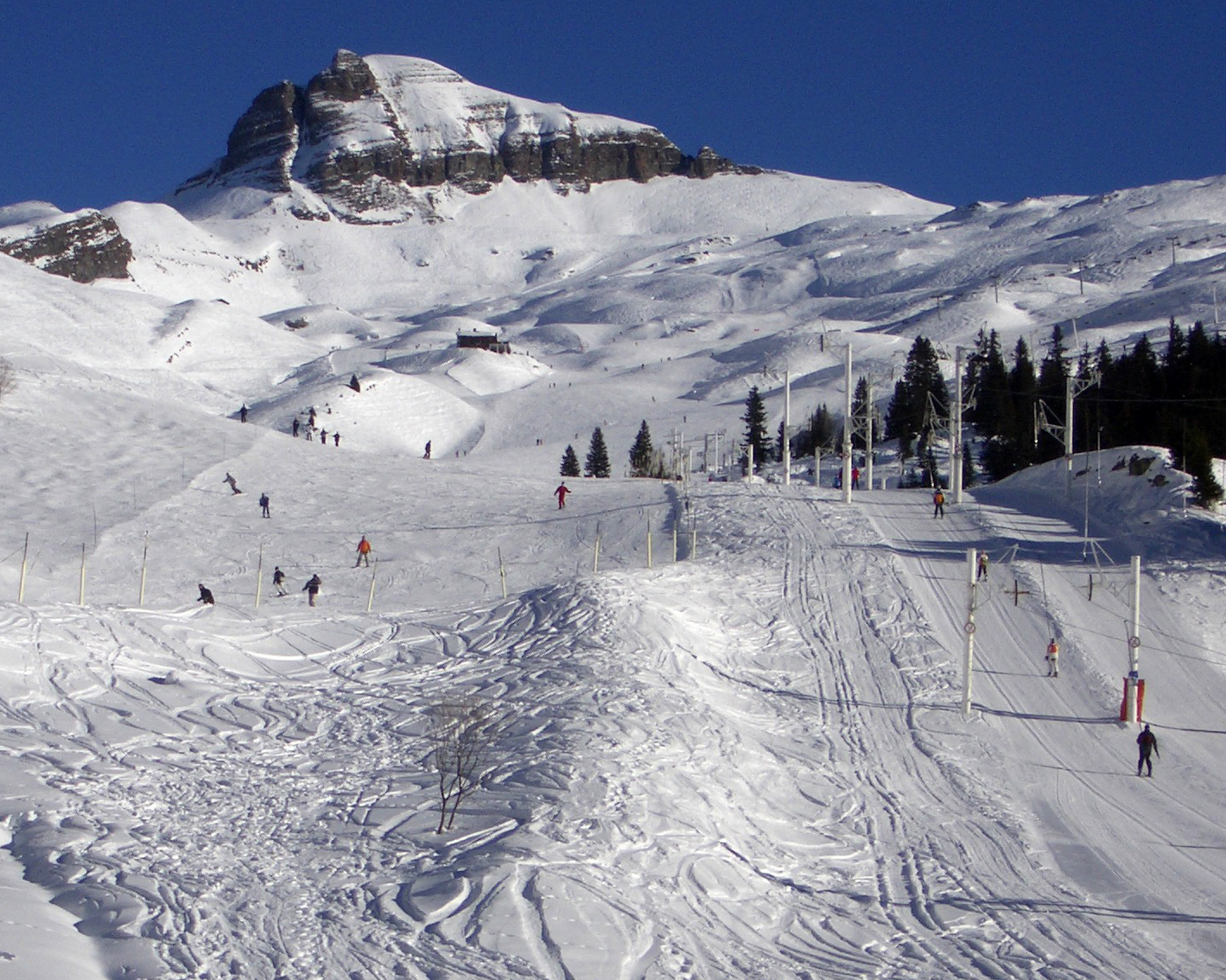

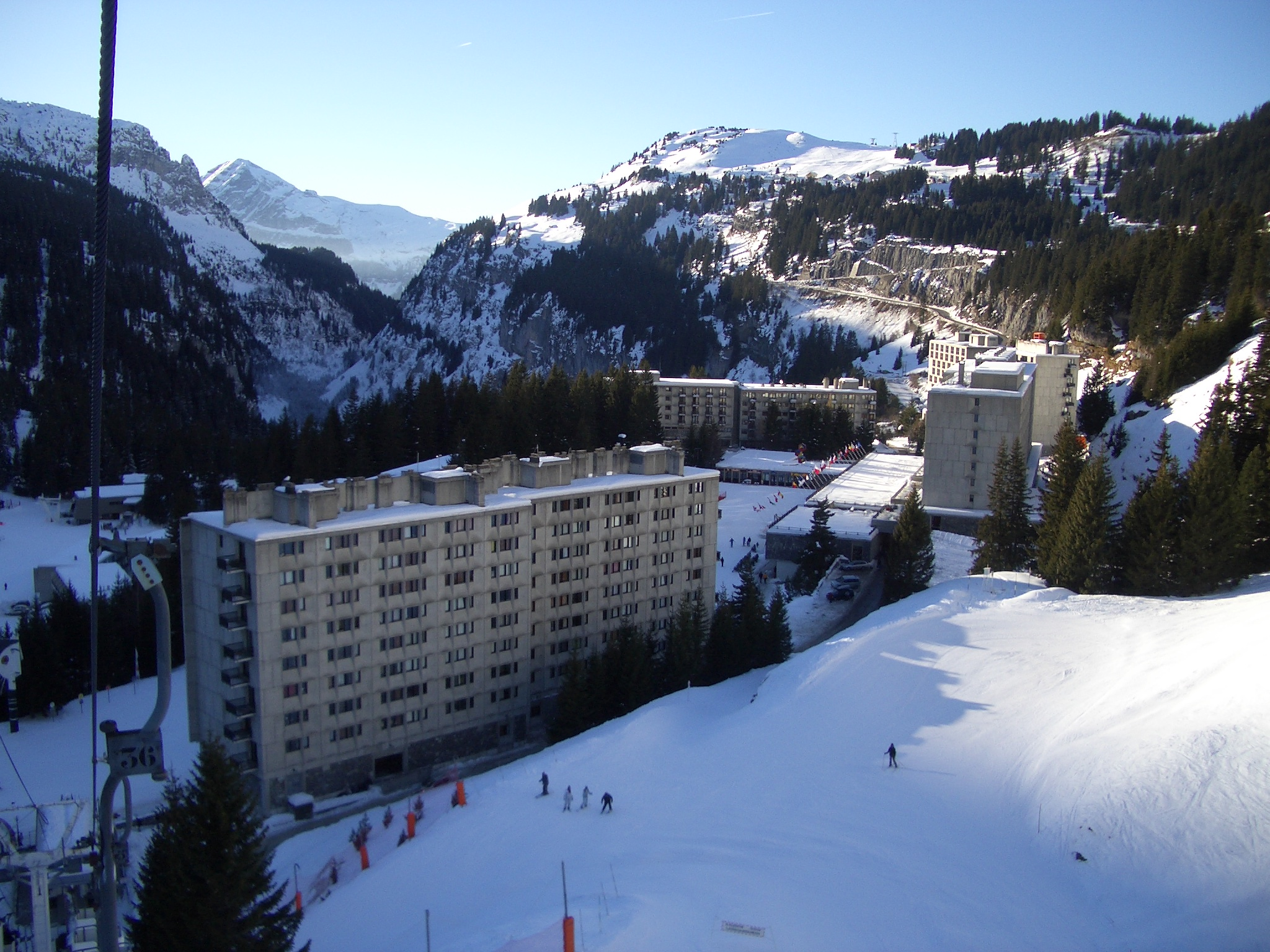

## Architettura
Etichettata come "Monumento storico", questa stazione è stata costruita nel 1968 dal geofisico Eric Boissonnas, nel cuore della natura a 1600 m d'altitudine, e concepita come "stazione integrata" sci ai piedi e senza macchina. La stazione è costruita su tre livelli: "Flaine-Forêt" (1700 m), "Flaine-Forum" (1600 m), "Flaine-Front de Neige" (1500 m), collegati da due ascensori esterni e due strade pedonali.
Con l'architettura svizzera, Gérard Chervaz ed Eric Boissonnas hanno voluto creare un esempio di urbanistica, di architettura e di design, per i quali la redditibilità immediata sarà subordinata alle scelte estetiche e al rispetto dell'ambiente. È stato chiamato Marcel Breuer, architetto conosciuto a livello mondiale. Il princìpio per la costruzione è stato il rispetto della natura: le linee delle costruzioni sono armonizzate con la morfologia del sito. La celcestruzzo è volontariamente presente, fuso con il calcare. Tuttavia, l'aspetto "calcestruzzo" della stazione riflette uno stile architettonico rivoluzionario.
In seguito la stazione è stata modernizzata con:
- una centrale di riscaldamento a gas non inquinante,
- la televisione via cavo,
- impianti di innevamento artificiale,
- un campeggio,
- la prima seggiovia in Francia a 8 posti, le Télésiège des Grands Vans. Questa seggiovia è stata inaugurata nel 2000, lo stesso anno della seggiovia a 8 posti di Méribel.

Flaine ospita delle istituzioni culturali come:
- un auditorium di 500 posti in cui hanno luogo numerosi concerti di musica classica e jazz,
- un Centro Culturale con biblioteca ed esposizioni temporanee
- alcune prestigiose opere monumentali di Pablo Picasso, Jean Dubuffet e Victor Vasarely presentati dal Centre Georges Pompidou.

Dall'estate 2004 la società d'esplorazione del dominio sciistico ha iniziato dei lavori di terrazzamento sotto la Tête Pelouse, come in altre numerose stazioni nelle Alpi: reprofiling, frantumazione del lapiaz, sistema di chiusura delle fessure: questi reprofiling, secondo molte associazioni per il rispetto dell'ambiente, mettono in pericolo una fauna e una flora estremamente fragili.
Escursionisti e associazioni di ecologisti hanno constatato la distruzione dei lapiaz (paesaggi geologici unici), danni arrecati irreversibili, distruzione di paesaggi naturali, minacce su specie protette a livello nazionale e regionale, e la degradazione del paesaggio nei pressi degli impianti di risalita Grandes Platières/tête de Verds.